# Лучера
Лучера (італ. Lucera) — муніципалітет в Італії, у регіоні Апулія,  провінція Фоджа.
Лучера розташована на відстані близько 250 км на схід від Рима, 135 км на захід від Барі, 20 км на захід від Фоджі.
Населення — 33 898 осіб (2014).
Щорічний фестиваль відбувається 16 серпня, 29 листопада. Покровитель — Santa Maria Patrona di Lucera.

## Демографія
Населення за роками:

Станом на 1 січня 2023 року в муніципалітеті офіційно проживало 1130 іноземців з 58 країн, серед них 429 громадян країн Євросоюзу та 27 громадян України.

## Сусідні муніципалітети
- Альберона
- Біккарі
- Кастельнуово-делла-Даунія
- Фоджа
- П'єтрамонтекорвіно
- Сан-Северо
- Торремаджоре
- Троя
- Вольтурино
- Мотта-Монтекорвіно